# Raslavice
Raslavice – wieś (obec) na Słowacji położona w kraju preszowskim, w powiecie Bardejów. W 2016 roku liczyła 2744 mieszkańców. Najstarsza pisemna wzmianka o wsi pochodzi z 1261 roku.